# Хамбаркьой (дем Кукуш)
Вижте пояснителната страница за други значения на Хамбаркьой.
Хамбаркьой или Хамбар кьой (на гръцки: Μάνδρες, Мандрес, катаревуса: Μάνδραι, Мандре, до 1926 година Αμπάρ Κιόι, Амбар Кьой) е село в Егейска Македония, Гърция, дем Кукуш, област Централна Македония.

## География
Селото е разположено на 100 m надморска височина, на 17 km южно от Кукуш (Килкис) на левия бряг на река Галик (Галикос).

## История

### В Османската империя
В XIX век Хамбаркьой е българско село в Авретхисарската каза на Османската империя. Църквата „Свети Димитър“ е изградена в XIX век и е с базиликална архитектура. Александър Синве („Les Grecs de l’Empire Ottoman. Etude Statistique et Ethnographique“), който се основава на гръцки данни, в 1878 година пише, че в Амбаркьой (Ambar-keuy) живеят 270 гърци. В „Етнография на вилаетите Адрианопол, Монастир и Салоника“, издадена в Константинопол в 1878 година и отразяваща статистиката на населението от 1873 година, Амбар кьой (Ambarkeui) е посочено като селище в каза Аврет Хисар (Кукуш) с 65 домакинства, като жителите му са 25 мюсюлмани и 285 българи. Според статистиката на Васил Кънчов („Македония. Етнография и статистика“) в 1900 година селото има 300 жители българи християни и 66 турци.
Населението на селото е под върховенството на Българската екзархия. По данни на секретаря на Екзархията Димитър Мишев („La Macédoine et sa Population Chrétienne“) в 1905 година Амбар кьой (Ambar-Keuy) е село в Кукушка каза с 320 души българи екзархисти и в него работи българско училище.
По време на Хуриета през първата половина на 1909 година в селото е основано бюро (клон) на Съюза на българските конституционни клубове.
Според Анастасия Каракасиду в края османското владичество Амбаркьой е предимно „славяноезично“ селище.
При избухването на Балканската война в 1912 година 7 души от Хамбаркьой са доброволци в Македоно-одринското опълчение.

### В Гърция
След Междусъюзническата война в 1913 година селото попада в Гърция. По време на войната населенето му бяга в България.
Боривое Милоевич пише в 1921 година („Южна Македония“), че Амбар кьой (Амбар-Кеj) има 25 къщи „славяни християни“ и 8 турци.
На мястото на изселилите се българи са настанени гъркомани бежанци от Мандрица. В 1928 година селото е изцяло бежанско със 125 семейства и 412 жители бежанци. В 1926 година е прекръстено на Мандрес в чест на албанската гъркоманска паланка Мандрица, откъдето идват основната група бежанци – около 100 семейства.
Населението традиционно се занимава с отглеждане на пшеница и копринени буби.
| Година    | 1913 | 1920 | 1928 | 1940 | 1951 | 1961 | 1971 | 1981 | 1991 | 2001 | 2011 | 2021 |
| --------- | ---- | ---- | ---- | ---- | ---- | ---- | ---- | ---- | ---- | ---- | ---- | ---- |
| Население | 0    | 524  | 569  | 656  | 633  | 712  | 550  | 548  | 676  | 597  | 475  | 385  |

## Личности
Родени в Хамбаркьой
- Ангел Трайков (1889 – ?), македоно-одрински опълченец, 4 рота на 3 солунска дружина[15]
- Васил Георгиев (Георгев, 1890 – ?), македоно-одрински опълченец, 1 отделна партизанска рота[16]
- Димо Хамбаркьойлиев, български революционер, деец на ВМОРО, убит преди 1918 г.[17]
- Иван Трайков (Вано Трайков, 1879/1882 – ?), македоно-одрински опълченец, Кукушка чета, 4 рота на 15 щипска дружина[18]
- Иван Христов (1889 – ?), македоно-одрински опълченец, 4 рота на 3 солнска дружина[19]
- Милан Коцев Христов (1889/1892 – ?), македоно-одрински опълченец, 4 рота на 3 солнска дружина[20]
- Христо Иванов (Илюв), български опълченец, на 1 май 1877 година постъпва в I рота на I опълченска дружина, на 18 ноември 1877 година е преведен в III дружина на I рота, уволнен е на 22 юни 1878 година[21][22]
- Христо Иванов (1889 – ?), македоно-одрински опълченец, Инженерно-техническа част на МОО[23]
- Христо Иванов (1889 – ?), македоно-одрински опълченец, жител на Солун, 4 рота на 3 солунска дружина[24]

Починали в Хамбаркьой
- Димитър Ганев Стойков, български военен деец, младши подофицер, загинал през Междусъюзническа война[25]